# Ämirschan Qossanow

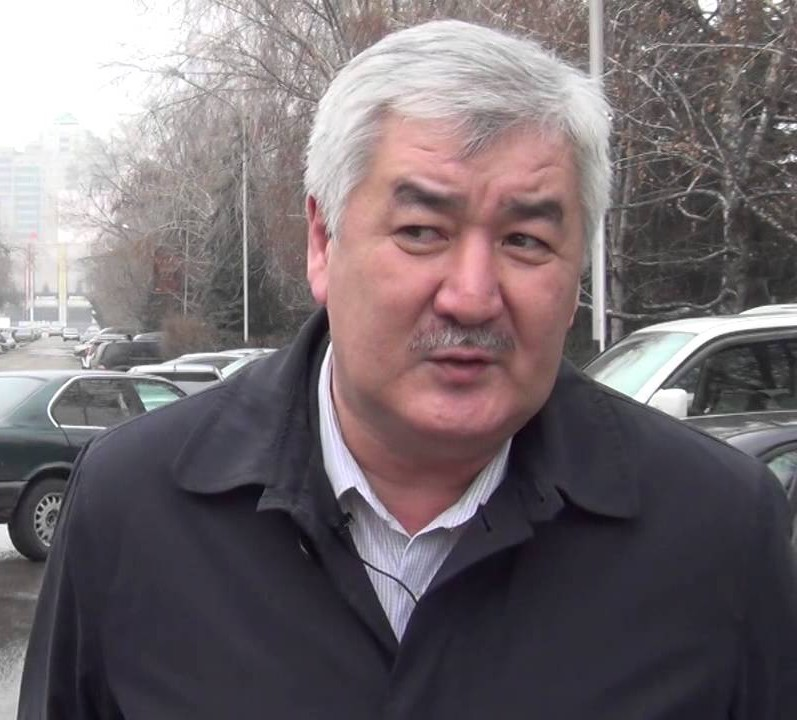
Amirjan Qosanov (2014)

Ämirschan Saghidrachmanuly Qossanow (kasachisch Әміржан Сағидрахманұлы Қосанов; * 13. Mai 1964 in Sapak, Qysylorda, Kasachstan) ist ein kasachischer Politiker. Bei der Präsidentschaftswahl in Kasachstan 2019 erreichte er mit 16,23 % das zweitbeste Ergebnis.

## Lebenslauf
Qossanow wurde in dem Ort Sapak im Gebiet Qysylorda im Süden Kasachstans geboren. Er absolvierte eine Ausbildung zum Journalisten und war vor dem Zusammenbruch der Sowjetunion in der Kommunistischen Jugend engagiert. Von 1984 bis zu deren vorläufigen Selbstauflösung 1991 war Qossanow Mitglied der Kommunistischen Partei Kasachstans. Nach der Unabhängigkeit Kasachstans 1991 hatte Qossanow mehrere politische Ämter inne: Er war Verantwortlicher der Pressestelle für Masseninformation, 1993 wurde er Vizepräsident des Staatskomitees für Jugend, 1994 wechselte er als stellvertretender Minister in das Ministerium für Jugend, Tourismus und Sport.
Als im Oktober 1994 Äkeschan Qaschygeldin Premierminister Kasachstans wurde, ernannte er Qossanow zu seinem Pressesprecher. Diese Position behielt Qossanow drei Jahre bis Qaschygeldin 1997 als Premierminister zurücktrat. Der ehemalige Spitzenpolitiker hatte den damaligen kasachischen Präsidenten Nasarbajew und den Autoritarismus in Kasachstan kritisiert und war daher 1998 gezwungen, Kasachstan zu verlassen. Qossanow wechselte in dieser Zeit ebenfalls ins oppositionelle Lager und gründete mit Qaschygeldin die Republikanische Partei Kasachstans (RNPK). Die Partei engagierte sich für die Demokratisierung Kasachstans, zerfiel aber im Jahr 2002. Daraufhin trat Qossanow der sozialdemokratischen Partei OCDP bei, deren Vizepräsident er 2005 wurde. In den folgenden Jahren engagierte sich Qosanov als politischer Aktivist und organisierte unter anderem Demonstrationen im Kontext des Schangaösen-Massakers. Dafür musste Qosanov im Jahr 2012 zweimal kurzzeitig ins Gefängnis.
Im Vorfeld der Präsidentschaftswahl 2019 drückte Qossanow erst seine Unterstützung für den Sozialdemokraten Ermurat Bapi aus, dieser strebte aber keine Kandidatur an. Am 26. April wurde Qossanow überraschenderweise als Kandidat der national-patriotischen Bewegung Ult Tagdyry vorgestellt. Die Umstände seiner Kandidatur sorgten für Diskussion und befeuerten Gerüchte, die Kandidatur Qosanovs sei mit der Regierungspartei Nur Otan abgesprochen. Den Spekulationen um eine Instrumentalisierung durch die Regierungspartei begegnete Qossanow mit einem regierungskritischen und aggressiven Wahlkampf, in dem er sich auch für freie Wahlen und Meinungsfreiheit aussprach. Am Wahltag hingegen schlug Qossanow mildere Töne an. Er bezeichnete sein Ergebnis von 16 %, das Beste das ein Oppositionskandidat in Kasachstan jemals erreicht hat, als Erfolg und gratulierte dem Wahlsieger Toqajew zu seinem Sieg mit mehr als 70 % der Stimmen. Trotz der von Beobachtern als unfair und unfrei bezeichneten Wahl rief er zur Zusammenarbeit mit dem neuen Präsidenten auf. Infolgedessen wurde erneut vermutet, dass Qossanows Kandidatur in Absprache mit Nur Otan zur Legitimation der Wahl als scheinbar demokratisch erfolgt war.

## Ergebnis bei der Präsidentschaftswahl
Insgesamt erreichte Qossanow 16,23 % der Stimmen, nur der neue Präsident Toqajew war mit 70,96 % erfolgreicher. Nach Regionen aufgeschlüsselt stellte sich sein Ergebnis folgendermaßen dar:
| Region          | Prozent der Stimmen |
| --------------- | ------------------- |
| Aqmola          | 10,64 %             |
| Aqtöbe          | 14,39 %             |
| Almaty (Gebiet) | 16,6 %              |
| Atyrau          | 22,69 %             |
| Ostkasachstan   | 15,43 %             |
| Schambyl        | 16,76 %             |
| Westkasachstan  | 20,85 %             |
| Qaraghandy      | 17,49 %             |
| Qostanai        | 10,63 %             |
| Qysylorda       | 17,32 %             |
| Mangghystau     | 32,73 %             |
| Pawlodar        | 14,33 %             |
| Nordkasachstan  | 10,26 %             |
| Türkistan       | 17,88 %             |
| Nur-Sultan      | 19,57 %             |
| Almaty          | 8,57 %              |
| Schymkent       | 18,69 %             |